# 切萊比 (稱謂)
切萊比（土耳其語：Çelebi）是土耳其語的稱謂，其意為「紳士」、「風度翩翩」或「有禮貌的」。下方列出擁有該姓氏或頭銜的知名人物：
- 鄂圖曼帝國蘇丹巴耶济德一世的兒子們在1402至1413年的鄂圖曼帝國大空位期期間為爭奪王位而戰：
  - 伊薩·切萊比（英语：İsa Çelebi）（1380年－1406年）
  - 穆薩·切萊比（英语：Musa Çelebi）（卒於1413年）
  - 穆罕默德·切萊比（1390年－1421年），於內戰中勝出後登基為穆罕默德一世
  - 穆斯塔法·切萊比（英语：Mustafa Çelebi）（1393年－1422年）
  - 蘇萊曼·切萊比（英语：Süleyman Çelebi）（1377年－1411年）
- 阿希克·切萊比（英语：Aşık Çelebi）（1520年－1572年），鄂圖曼帝國詩人和作家
- 切萊比為13世紀波斯詩人、蘇菲派神秘主義者以及擁有800餘年歷史梅夫拉維教團的創立人鲁米後代之頭銜[1][2]
- 切萊比·莫伊斯（英语：Cilibi Moise）（1812年－1870年），羅馬尼亞猶太裔的幽默主義者
- 爱维亚·瑟勒比（1611年－1682年），鄂圖曼帝國旅行者
- 加齊·切萊比，14世紀錫諾普的統治者與海盜
- 赫扎芬·艾哈邁德·切萊比，17世紀鄂圖曼帝國飛行員，為拉加里·哈桑·切萊比的兄弟
- 霍加·切萊比（英语：Ebussuud Efendi）（1490年－1574年），鄂圖曼帝國大穆夫提
- 卡蒂普·切萊比（英语：Kâtip Çelebi）（1609年－1657年），鄂圖曼帝國學者
- 阿里·切萊比（英语：Ali Çelebi）（1510/11年－1572年），鄂圖曼帝國學者和詩人
- 法赫米·切萊比（英语：Fehmî）（1564年－1596年），鄂圖曼帝國詩人，阿里·切萊比之子
- 基納勒扎德·哈桑·切萊比（英语：Kınalızâde Hasan Çelebi）（1546年－1604年），鄂圖曼帝國詩人與目錄學家，阿里·切萊比之子
- 拉加里·哈桑·切萊比，17世紀鄂圖曼帝國飛行員，為赫扎芬·艾哈邁德·切萊比的兄弟
- 塔齊札德·賈法爾·切萊比（英语：Tâcîzâde Cafer Çelebi）（1459年－1515年），16世紀的鄂圖曼國政治家和詩人
- 普里茲倫的蘇齊·切萊比（英语：Suzi Çelebi of Prizren）（卒於1524年），鄂圖曼帝國詩人
- 耶米赛奇兹·穆罕穆德·塞利比（卒於1732年）鄂圖曼帝國政治家